# Isla de Asunción
Asunción (en inglés: Assumption Island) es una isla perteneciente al grupo de Aldabra, en las Seychelles, en el océano Índico.
Tiene varias especies y subespecies endémicas, como el ave C. a. abbotti (subespecie del suimanga de Abbott) o el geco Phelsuma abbotti sumptio. Algunas se han extinguido recientemente, como D. c. abbotti (subespecie del rascón de Cuvier).

## Historia
La isla [de la] Asunción fue descubierta por el capitán Nicolas Morphey el 14 de agosto de 1756, y recibió el nombre de la fiesta religiosa del día siguiente. En 1908, la isla fue arrendada a H. Savy de la isla de Mahé, quien construyó una plantación de cocoteros en la isla. El primer asentamiento fue en la parte norte de la isla. Durante una visita dos años más tarde, se dio cuenta del potencial de guano de la isla. Los aldeanos transfirieron su fuerza laboral al campo minero de guano, que operó desde 1907 hasta 1983. El campo estaba ubicado en la aldea actual. Después de eso, los aldeanos fueron empleados como pescadores, generalmente de pepino de mar, hasta que fue declarado protegido. A mediados de la década de 1960, la isla fue propuesta como lugar de una base militar estadounidense, incluido un puerto de aguas profundas. Después de fuertes protestas de las organizaciones ambientales, este plan fue rechazado. En 1990 se construyó el aeródromo.